# چشمه آقا
چشمه آقا یک روستا در ایران است که در بخش کمره واقع شده‌است.